# 芳川庸
芳川 庸（よしかわ ちから、1993年8月18日 - ）は、京都府京都市左京区出身の元プロ野球選手（捕手）。右投右打。プロでは育成選手であった。

## 経歴

### プロ入り前
中学時代は京都ライオンズに所属。
洛北高時代は、1年と2年時の夏はいずれも京都府予選で初戦敗退。3年時の夏は、京都府予選4回戦で西城陽高に0-7（7回コールド）で敗れた。甲子園出場経験は無し。
2011年9月に、読売ジャイアンツ（巨人）の入団テストへ参加。参加者から唯一の合格を勝ち取ると、同年のプロ野球育成ドラフト会議で巨人から4巡目で指名されたことから、年俸240万円、支度金100万円（金額は推定）という条件で育成選手として入団した。背番号は006。

### 巨人時代
2012年には、イースタン・リーグ公式戦への出場機会がなかった。2013年に、同リーグ公式戦へ初出場。初安打・初打点も記録したが、シーズン通算では、6試合の出場にとどまった。
2014年には、イースタン・リーグ公式戦14試合へ出場。打率.143ながら、通算15打席で2打点を記録した。
2015年には、イースタン・リーグ公式戦13試合へ出場。公式戦初本塁打を記録したが、通算19打席で打率.200にとどまった。
2016年には、4年振りにイースタン・リーグ公式戦への出場機会がなかった。入団以来支配下選手契約への移行に至らないまま、10月2日に球団から戦力外通告を受けた。10月31日付で、NPBから自由契約選手として公示。

### 巨人退団後
NPB他球団での現役続行と希望していることから、2016年11月12日には、阪神甲子園球場で開催の12球団合同トライアウトに捕手として参加した。
2017年からジャイアンツアカデミーのコーチに就任した。2020年限りで退任した。
2022年からは巨人のファームディレクターに就任する。
2024年は育成担当となる。

## 選手としての特徴・人物
高校通算39本塁打の長打力が魅力の右のスラッガー。地肩が強く、送球に素早さがある。
出身の洛北高校は伝統ある進学校であり、芳川自身も進学クラスに所属している。入団テストの志望動機の文章を見た球団関係者に「頭がいいのは一芸なんですよ」と評価されるなど、進学クラスに所属する頭脳も獲得の一因となった。
捕手登録ではあるが、一塁など複数のポジションの守備につくことが出来る。

## 詳細情報

### 年度別打撃成績
- 一軍公式戦出場なし

### 背番号
- 006 （2012年 - 2016年）

### 登場曲
- 「響 〜HIBIKI〜」EXILE（2012年）
- 「Choo Choo TRAIN」EXILE（2013年 - ）